# Nybyggnadskarta

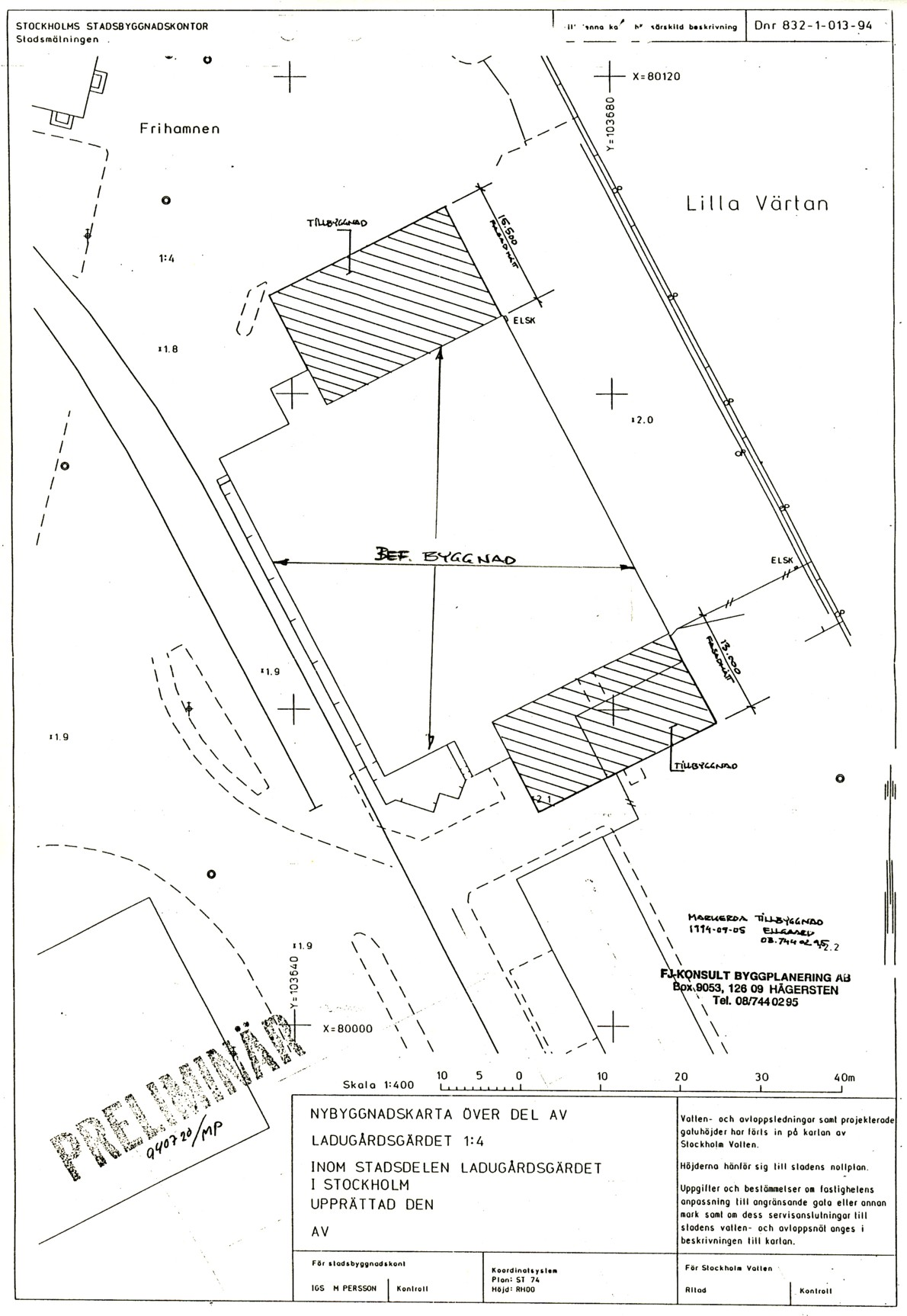
Nybyggnadskarta för tillbyggnad av Banankompaniet i Stockholm.

En nybyggnadskarta  är en handling som upprättas i samband med ny- eller ombyggnad av byggnader och är en del av underlaget vid ansökan om bygglov. 
Nybyggnadskartan utgör ett underlag för upprättande av situationsplanen. Nybyggnadskartan utvisar fastighetens exakta läge och mått samt andra uppgifter såsom befintliga byggnader, gränser för byggrätt, anslutningspunkt för vatten och avlopp, angränsande vägar och gator samt höjdangivelser. Nybyggnadskartan upprättas vanligtvis av kommunen, byggnadsnämnden är i viss omfattning skyldig att tillhandahålla en nybyggnadskarta mot avgift . Kartan redovisas oftast i skala 1:400.